# SV Hohenlimburg
El SV Hohenlimburg es un club acuático alemán en la ciudad de Hagen.
En el club se practican los deportes de waterpolo, natación, buceo y tenis.

## Historia
El club fue fundado el 26 de septiembre de 1925 al reunirse una asociación de nadadores.
A finales de la década de 1950 se empieza a practicar en el club el waterpolo.

## Palmarés
- 6 veces campeón de la liga de Alemania de waterpolo femenino (1983, 1984, 1987, 1991, 1997, 1999)